# Hohnstein
Hohnstein – miasto w Niemczech, w kraju związkowym Saksonia, w powiecie Sächsische Schweiz-Osterzgebirge. Do 29 lutego 2012 miasto wchodziło w skład okręgu administracyjnego Drezno.

## Zabytki
- Zamek Hohnstein

## Miejscowości partnerskie
- Budyně nad Ohří, Czechy
- Louveciennes, Francja
- Meersburg, Badenia-Wirtembergia
- Miltach, Bawaria (kontakty utrzymuje dzielnica Rathewalde)